# Aliona Kostornaïa
Aliona Sergeïevna Kostornaïa (en anglais : Alena Sergeyevna Kostornaia ; en russe : Алёна Сергеевна Косторная) est une patineuse artistique russe née le 24 août 2003 à Moscou, championne d'Europe de 2020.
Elle a également remporté la finale du Grand Prix 2019/20 et, dans ses années juniors, la finale du Grand Prix Junior 2018/19.

## Biographie
Aliona Kostornaïa est née le 24 août 2003 à Moscou. Elle commence le patinage artistique en 2007, à l'âge de 4 ans. Depuis 2022, elle fait partie de l’équipe de l'entraîneure Elena Buyanova.

### Saison 2017/2018

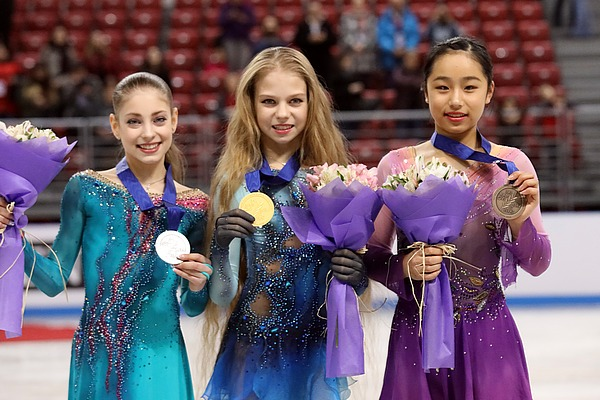
Kostornaïa (gauche), Troussova (centre) et Yamashita aux championnats du monde juniors 2018.

En 2017/2018, sa première saison internationale (au niveau junior), elle a participé à deux étapes de la série du Grand Prix Junior, remportant l'étape en Pologne et gagnant la médaille d'argent à l'étape en Italie. Au début de décembre, elle remporte l'argent à la finale du Grand Prix Junior (battue par sa compatriote Alexandra Troussova, une autre disciple de l'entraineuse Eteri Tutberidze).
À la fin de décembre, elle participe à son premier championnat senior de Russie, y gagnant la médaille de bronze (derrière Alina Zagitova et Maria Sotskova).
À la fin de janvier, elle gagne la médaille d'argent au championnat junior de Russie (une fois de plus battue par Troussova).
En mars 2018, elle participe à ses premiers championnats du monde juniors et remporte la médaille d'argent (derrière Troussova et devant Mako Yamashita),.

### Saison 2018/2019
En août-septembre 2018, elle remporte deux étapes de la série du Grand Prix Junior, et, une fois de plus, se qualifie pour la finale.
Durant la finale, qui se déroule en décembre à Vancouver au Canada, elle gagne le programme court avec 1,89 points d'avance sur Troussova puis elle gagne la finale du grand prix (devant Troussova).
À la fin de décembre, elle participe à son deuxième championnat senior de Russie et de nouveau gagné le bronze (cette fois derrière Chtcherbakova et Troussova).
En janvier 2019, elle remporte l'argent (derrière Troussova et devant Chtcherbakova) du championnat de Russie junior.
Elle ne pourrait pas participer aux championnats du monde juniors 2019 à cause d'une blessure.

### Saison 2019/2020
Pour ses débuts en catégorie sénior, elle remporte le CS 2019 Finlandia Trophy en octobre 2019 avec un total de 234.84 points au combiné du programme court et du programme long. Avec deux triples Axels dans le programme long, elle devient la dixième femme à réaliser ce saut en compétition internationale.
Elle fait son entrée dans les Grand Prix senior avec une première place aux Internationaux de France en novembre 2019 où elle ajoute un triple Axel dans son programme court. Lors de son second Grand Prix, le NHK Trophy en novembre 2019, elle établit un record du monde du programme court avec 85,04 points. Elle remporte encore une fois la première place, avec un meilleur score personnel de 240,00 points.
Lors de la Finale du Grand Prix à Turin en décembre 2019, elle bat son propre record du monde sur le programme court, avec un score de 85,45 points. Elle se classe deuxième du programme libre mais remporte la compétition en établissant un nouveau record du monde au combiné des deux épreuves avec un total de 247,59 points. Elle est la cinquième patineuse, toutes disciplines confondues à remporter la Finale du Grand Prix junior et la finale du Grand Prix sénior une année à la suite de l'autre.
En décembre 2019, elle remporte la deuxième place aux championnats de Russie à Krasnoïarsk derrière sa coéquipière Anna Chtcherbakova, malgré une avance de sept points sur le programme court.
En janvier 2020, elle remporte le championnat d'Europe.

### Saison 2020/2021

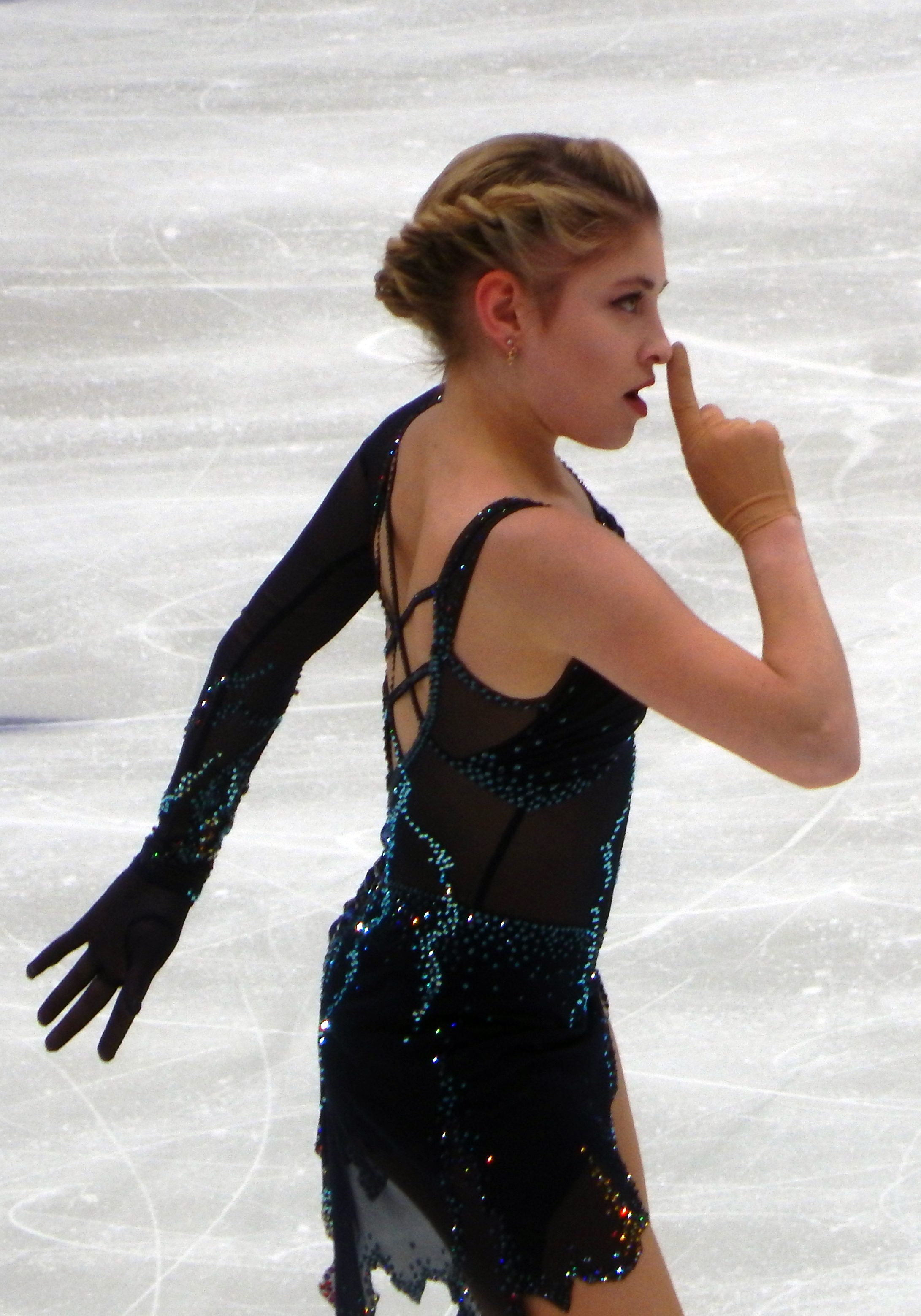
Pendant le programme court de la Coupe de Russie 2020.

Elle a rejoint l’équipe de l'entraîneur Evgeni Plushenko en juillet 2020.
En novembre 2020, Aliona attrape le COVID, ce qui affecte sa santé et son patinage. Après s'être classée 6ᵉ lors de la finale de la Coupe de Russie en février 2021, elle se tourne vers son ancienne coach, Eteri Tutberidze, pour tenter de revenir auprès de la fameuse #TeamTutberidze.
Eteri Tutberidze lui propose une période d'essai de deux mois, où elle ne devra avoir aucune absence et retrouver son triple axel.

### Saison 2021/2022
Mars 2022 : À cause d'un niveau de performance non atteint et une fracture successive des deux mains, la période d'essai est négativement concluante. Alena n'est pas conservée dans le groupe d'entrainement dirigé par Eteri Tutberidze.

### Saison 2023/2024
En début d’année 2023, Aliona annonce qu’elle change de discipline et va maintenant patiner en couple avec son partenaire et fiancé Georgy Kunitsa.

## Palmarès
| Compétition | 2018    | 2019    | 2020    | 2021    | 2022    |  |  |  |  |  |  |  |  |  |
| Jeux olympiques d'hiver |         |         |         |         |         |  |  |  |  |  |  |  |  |  |
| Championnats du monde |         |         | CA      |         | CI      |  |  |  |  |  |  |  |  |  |
| Championnats d’Europe |         |         | 1re     | CA      |         |  |  |  |  |  |  |  |  |  |
| Championnats de Russie | 3e      | 3e      | 2e      | F       | F       |  |  |  |  |  |  |  |  |  |
| Championnats du monde juniors | 2e      | F       |         | CA      | CI      |  |  |  |  |  |  |  |  |  |
| |         |         |         |         |         |  |  |  |  |  |  |  |  |  |
| Grand Prix ISU | 2017/18 | 2018/19 | 2019/20 | 2020/21 | 2021/22 |  |  |  |  |  |  |  |  |  |
| Finale du Grand Prix |         |         | 1re     | CA      | CA      |  |  |  |  |  |  |  |  |  |
| Skate America |         |         |         |         |         |  |  |  |  |  |  |  |  |  |
| Skate Canada |         |         |         | CA      | 3e      |  |  |  |  |  |  |  |  |  |
| Coupe de Chine |         |         |         |         |         |  |  |  |  |  |  |  |  |  |
| Trophée de France |         |         | 1re     | CA      | 2e      |  |  |  |  |  |  |  |  |  |
| Coupe de Russie |         |         |         | 2e      |         |  |  |  |  |  |  |  |  |  |
| Trophée NHK |         |         | 1re     |         |         |  |  |  |  |  |  |  |  |  |
| Légende : F = Forfait ; CA = Compétitions annulées à cause de la pandémie de Covid-19 ; CI = Championnats interdits pour les athlètes russes |         |         |         |         |         |  |  |  |  |  |  |  |  |  |